# Liste du patrimoine mondial au Kirghizistan
Cet article recense les sites inscrits au patrimoine mondial au Kirghizistan.

## Statistiques
Le Kirghizistan accepte la Convention pour la protection du patrimoine mondial, culturel et naturel le 3 juillet 1995. Le premier site protégé est inscrit en 2009.
En 2016, le Kirghizistan compte 3 sites inscrits au patrimoine mondial, 2 culturels et 1 naturel. 
Le pays a également soumis 2 sites à la liste indicative, culturels.

## Listes

### Patrimoine mondial
Les sites suivants sont inscrits au patrimoine mondial.
| Site                                                                      | Province   | Type                            | Date | Superficie (ha) | Lien | Notes | Coordonnées                        | Illus. |
| ------------------------------------------------------------------------- | ---------- | ------------------------------- | ---- | --------------- | ---- | --- | ---------------------------------- | ------ |
| Montagne sacrée de Sulaiman-Too                                           | Och        | Culturel, (iii), (vi)           | 2009 | 112             | 1230 | | 40° 31′ 52″ nord, 72° 46′ 59″ est  |        |
| Routes de la soie : le réseau de routes du corridor de Chang'an-Tian-shan | Tchouï     | Culturel (ii), (iii), (v), (vi) | 2014 | 42 668          | 1442 | Site transfrontalier partagé avec la Chine et le Kazakhstan. Le Kirghizistan est concerné par le site de Suyab. | 34° 18′ 16″ nord, 108° 51′ 26″ est |        |
| Tien Shan occidental                                                      | Jalal-Abad | Naturel,(x)                     | 2016 |                 | 1490 | Site transfrontalier partagé avec le Kazakhstan et l'Ouzbékistan. 4 sites au Kirghizistan : réserve de biosphère de Sary-Chelek, réserve naturelle nationale de Besh-Aral(zone principale et zone Shandalash) et réserve naturelle nationale de Padysha-Ata. |                                    |        |

### Liste indicative
Les sites suivants sont inscrits sur la liste indicative.
| Site                                         | Province                                 | Type                                  | Date | Superficie (ha) | Lien | Notes | Coordonnées                       | Illus. |
| -------------------------------------------- | ---------------------------------------- | ------------------------------------- | ---- | --------------- | ---- | ----- | --------------------------------- | ------ |
| Pétroglyphes de Saimaluu-Tash                | Jalal-Abad                               | Culturel (iii), (iv), (vi)            | 2001 |                 | 1512 |       | 41° 00′ 00″ nord, 73° 49′ 59″ est |        |
| Sites de la route de la soie au Kirghizistan | Jalal-Abad, Och, Talas, Tchouï, Yssykköl | Culturel (ii), (iii), (iv), (v), (vi) | 2010 |                 | 5518 |       |                                   |        |